# Ann Battelle
Ann E. Battelle-Ayad (* 18. Januar 1968 in Yonkers, New York) ist eine ehemalige US-amerikanische Freestyle-Skierin. Sie war auf die Buckelpisten-Disziplinen Moguls und Dual Moguls spezialisiert. 1999 wurde sie Weltmeisterin auf den Moguls. Sie nahm viermal an Olympischen Spielen teil und gewann zweimal die Weltcup-Disziplinenwertung sowie fünf Einzelwettkämpfe.

## Biografie

### Kindheit und Jugend
Ann Battelle kam 1968 in Yonkers zur Welt und wuchs als drittes von vier Kindern von Peter Erle und Jean Battelle in Williston, Vermont, auf. Ihr Vater (1938–2013) war jahrelang Wirtschaftsprofessor an der University of Vermont. Nachdem sie mit dem Langlauf begonnen hatte, entdeckte sich während ihrer Schulzeit den alpinen Skisport für sich. Das Skifahren erlernte sie in der Cochran Ski Area und im Bolton Valley. An der Champlain Valley Union High war sie vielseitig aktiv und betätigte sich in den Sportarten Fußball, Gymnastik und Softball. Danach wechselte sie an das Middlebury College, wo sie im zentralen Mittelfeld der Fußballmannschaft der Panthers angehörte. Nachdem sie während ihrer College-Zeit nur hobbymäßig skigefahren war, zog sie nach dem Abschluss 1989 nach Steamboat Springs, Colorado, um ihren Traum von einer Skikarriere zu verwirklichen.

### Sportliche Laufbahn
Ann Battelle spezialisierte sich auf die Disziplin Moguls und wurde schließlich in die US-Nationalmannschaft aufgenommen. An ihrem 24. Geburtstag gab sie in Breckenridge ihr Debüt im Freestyle-Skiing-Weltcup. Mit zwei Spitzenresultaten aus drei Rennen qualifizierte sie sich für die Olympischen Spiele 1992 in Albertville, wo die Buckelpiste erstmals auf dem Programm stand, scheiterte aber als 21. klar an der Finalqualifikation. Danach prägten wechselnde Leistungen ihre Wettkämpfe. Bei ihren ersten Weltmeisterschaften in Altenmarkt-Zauchensee wurde sie Neunte. Bei den US-Meisterschaften gewann sie ihren ersten von insgesamt sechs Titeln.
In der Saison 1993/94 konnte sie sich im Weltcup deutlich steigern und beendete alle zehn Wettkämpfe unter den besten zehn. Bei den Olympischen Spielen von Lillehammer belegte sie Rang acht. Danach bildete Battelle gemeinsam mit Donna Weinbrecht und Liz McIntyre mehrere Jahre lang die Spitze des US-Moguls-Teams. Ihr erster Weltcup-Podestplatz gelang ihr im Februar 1995 als Dritte in Kirchberg, kurz nachdem sie bei den Weltmeisterschaften in La Clusaz die Medaillenränge als Vierte nur knapp verpasst hatte. Im folgenden Winter belegte sie in 13 Wettkämpfen sechs vierte Ränge und auch bei ihren vierten Weltmeisterschaften in Iizuna kogen wurde sie Vierte. Im März 1997 gelang ihr im Alter von 29 Jahren am Hundjfället ihr erster Weltcupsieg, was ihr mit Rang vier in der Disziplinenwertung ein Karrierehoch bescherte. Nach einem weiteren Sieg in Blackcomb ging sie als Mitfavoritin in die Olympischen Winterspiele von Nagano, kam dort aber nicht über den zehnten Platz hinaus.
Ihre erfolgreichste Saison hatte Battelle im Winter 1998/99. Mit einem Sieg in Madarao und zwei weiteren Podestplätzen entschied sie erstmals die Moguls-Disziplinenwertung für sich. Bei den Weltmeisterschaften in Meiringen-Hasliberg gewann sie nach Bronze in der erstmals ausgetragenen Disziplin Dual Moguls (Parallelbuckelpiste) in der klassischen Disziplin die Goldmedaille. Mit 31 Jahren kürte sie sich zur bis dahin ältesten Freestyle-Weltmeisterin. In der folgenden Saison verteidigte sie mit zwei Siegen den Gewinn der Disziplinenwertung und erreichte mit den Rängen zwei und drei in der Dual-Moguls-Wertung und im Gesamtweltcup neue Bestleistungen. Im September 2000 erlitt die für ihre hervorragende Physis bekannte Battelle beim Training auf dem Mount Hood eine Schulterverletzung und verpasste nach einer Operation den Weltcup-Auftakt. Ihr Comeback gab sie im Rahmen der Weltmeisterschaften in Whistler, wo sie Rang sechs in die Single-Disziplin und Rang 17 auf den Dual Moguls belegte. 2002 kehrte sie mit mehreren Spitzenergebnissen an die Weltspitze zurück, bei ihren vierten und letzten Olympischen Spielen in Salt Lake City wurde sie Siebente. Im Anschluss an die Saison beendete sie ihre aktive Laufbahn im Leistungssport.

### Weitere Karriere
Ann Battelle machte ihren Kunst-Abschluss in Middlebury bereits vor Beginn ihrer Freestyle-Laufbahn. Während ihrer aktiven Zeit begann sie damit, andere Moguls-Athleten zu trainieren. Nach dem Karriereende arbeitete sie als Skilehrerin und Fitnesstrainerin im Eldora Mountain Resort nahe Boulder und leitete Skikurse für Fortgeschrittene. Nach zwölf Jahren Abwesenheit kehrte sie mit ihrer Familie nach Steamboat Springs zurück, wo sie Moguls-Cheftrainerin der U17- und U19-Mannschaften im örtlichen Wintersportverein ist.
Seit September 2000 ist Battelle mit dem Skilehrer und späteren Unternehmer Sascha I. Ayad verheiratet. Das Paar hat zwei gemeinsame Töchter und lebte vor der Rückkehr nach Steamboat Springs in Louisville.

## Erfolge

### Olympische Spiele
- Albertville 1992: 21. Moguls
- Lillehammer 1994: 8. Moguls
- Nagano 1998: 10. Moguls
- Salt Lake City 2002: 7. Moguls

### Weltmeisterschaften
- Altenmarkt-Zauchensee 1993: 9. Moguls
- La Clusaz 1995: 4. Moguls
- Nagano 1997: 4. Moguls
- Meiringen-Hasliberg 1999: 1. Moguls, 3. Dual Moguls
- Whistler 2001: 6. Dual Moguls, 17. Moguls

### Weltcupwertungen
| Saison  | Gesamt | Gesamt | Moguls | Moguls | Dual Moguls | Dual Moguls |
| Saison  | Platz  | Punkte | Platz  | Punkte | Platz       | Punkte      |
| ------- | ------ | ------ | ------ | ------ | ----------- | ----------- |
| 1992/92 | 37.    | 3      | 10.    | 22     | –           | –           |
| 1992/93 | 48.    | 42     | 16.    | 380    | –           | –           |
| 1993/94 | 19.    | 79     | 6.     | 632    | –           | –           |
| 1994/95 | 20.    | 81     | 6.     | 568    | –           | –           |
| 1995/96 | 14.    | 86     | 5.     | 688    | 15.         | 84          |
| 1996/97 | 14.    | 86     | 5.     | 432    | 4.          | 388         |
| 1997/98 | 11.    | 87     | 4.     | 524    | 10.         | 208         |
| 1998/99 | 4.     | 92     | 1.     | 368    | 8.          | 164         |
| 1999/00 | 3.     | 94     | 1.     | 468    | 2.          | 364         |
| 2000/01 | 24.    | 61     | 13.    | 244    | –           | –           |
| 2001/02 | 5.     | 89     | 4.     | 536    | 5.          | 89          |

### Weltcupsiege
Battelle errang im Weltcup 21 Podestplätze, davon 5 Siege:
| Datum            | Ort         | Land     | Disziplin |
| ---------------- | ----------- | -------- | --------- |
| 13. März 1997    | Hundfjället | Schweden | Moguls    |
| 24. Januar 1998  | Blackcomb   | Kanada   | Moguls    |
| 20. Februar 1999 | Madarao     | Japan    | Moguls    |
| 22. Januar 2000  | Heavenly    | USA      | Moguls    |
| 5. Februar 2000  | Inawashiro  | Japan    | Moguls    |

### Weitere Erfolge
- 6 US-amerikanische Meistertitel auf den Moguls (erstmals 1993)
- Gold und Silber bei den Goodwill Games 2000[3]
- 2 Siege in FIS-Rennen

## Auszeichnungen
- 1998–2000: Ann Hansen Award
- 1999: Beck International Award[9]
- 1999: International Freestyle Skier of the Year (Ski Racing Magazine)
- 1999 und 2000: U.S. Freestyle Skier of the Year (Ski Racing Magazine)[10]
- 2017: Aufnahme in die Vermont Ski & Snowboard Hall of Fame
- 2019: Aufnahme in die Vermont Sports Hall of Fame